# قاطن الساحل
قاطِن الساحل (الاسم العلمي: Actitis)، هو جنس صغير من الخواضات، يتألف من نوعين متشابهين جدًا من الطيور.

## التصنيف
تم تقديم جنس أكتيتيس في عام 1811 من قبل عالم الحيوان الألماني يوهان إليجر. اسم الجنس مأخوذ من اليونانية القديمة أكتيتيس، «قاطن الساحل» من akte ، «ساحل». الجنس هو أخ لجنس جهلول الذي يحتوي على السيقان والثرثرة.